# Целлінген
Целлінген (нім. Zellingen) — громада в Німеччині, знаходиться в землі Баварія. Підпорядковується адміністративному округу Нижня Франконія. Входить до складу району Майн-Шпессарт. Центр об'єднання громад Целлінген.
Площа — 41,45 км2. Населення становить 6357 ос. (станом на 31 грудня 2020).

## Галерея

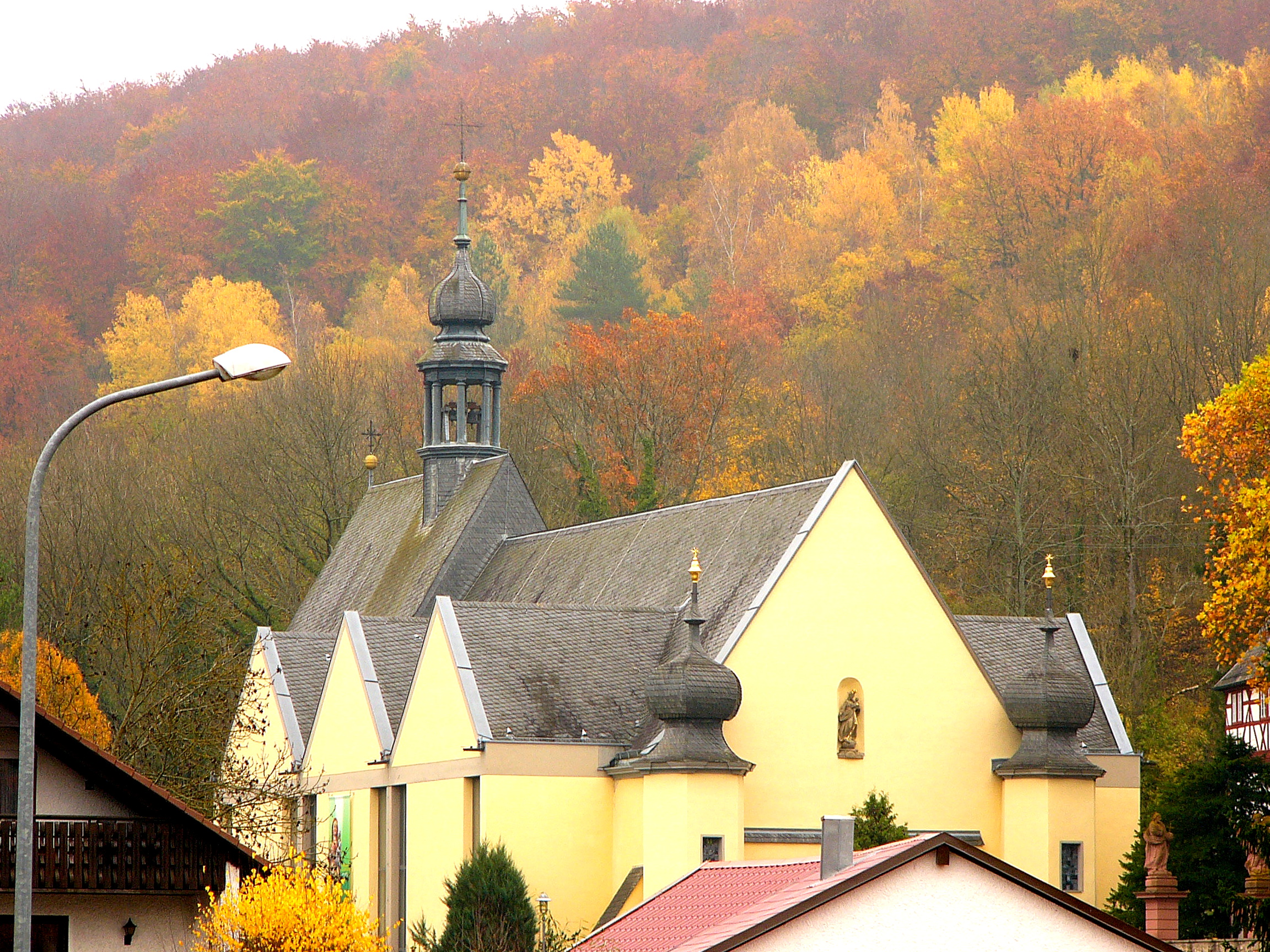
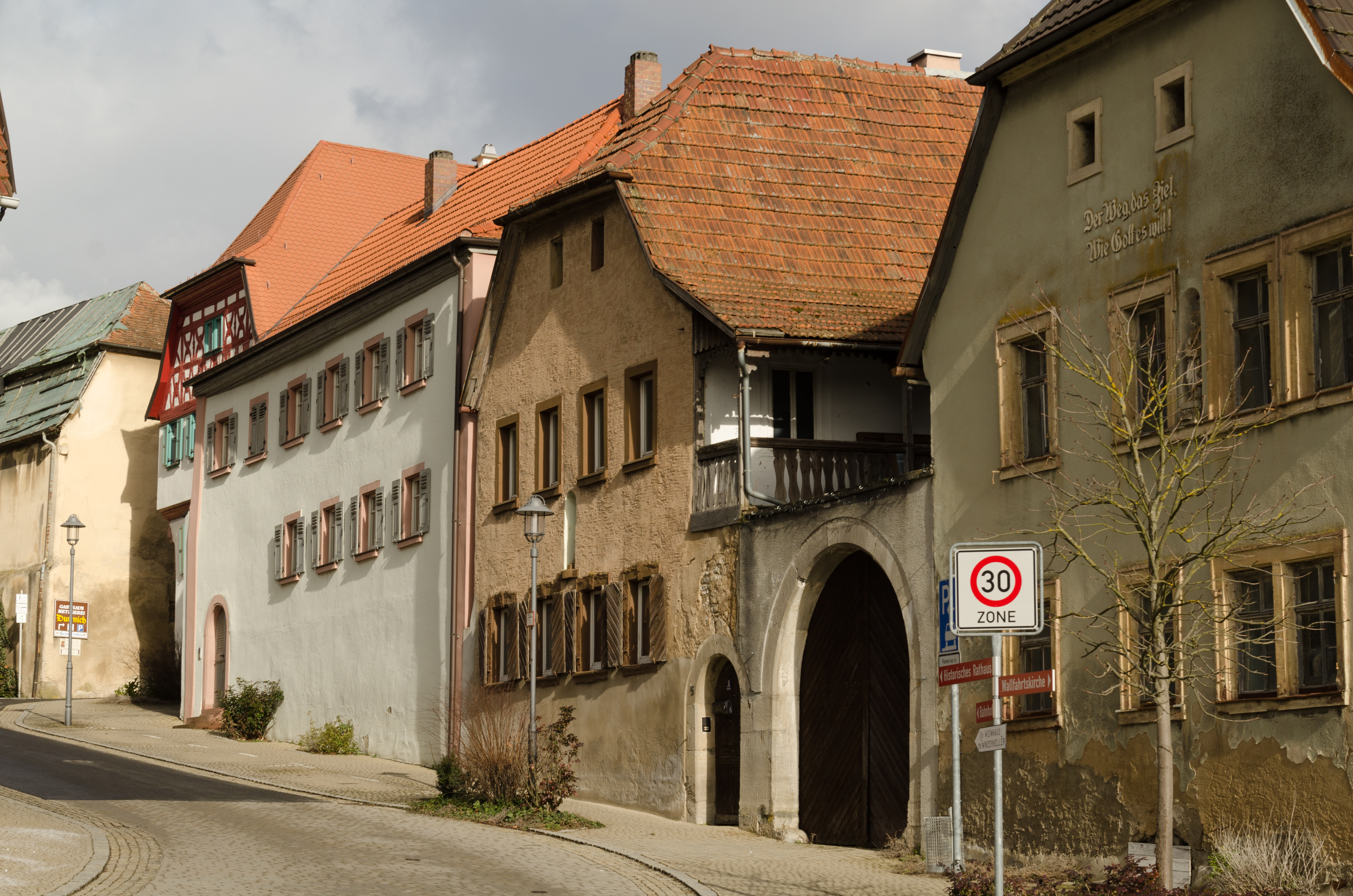